# Vízvezeték-szerelő

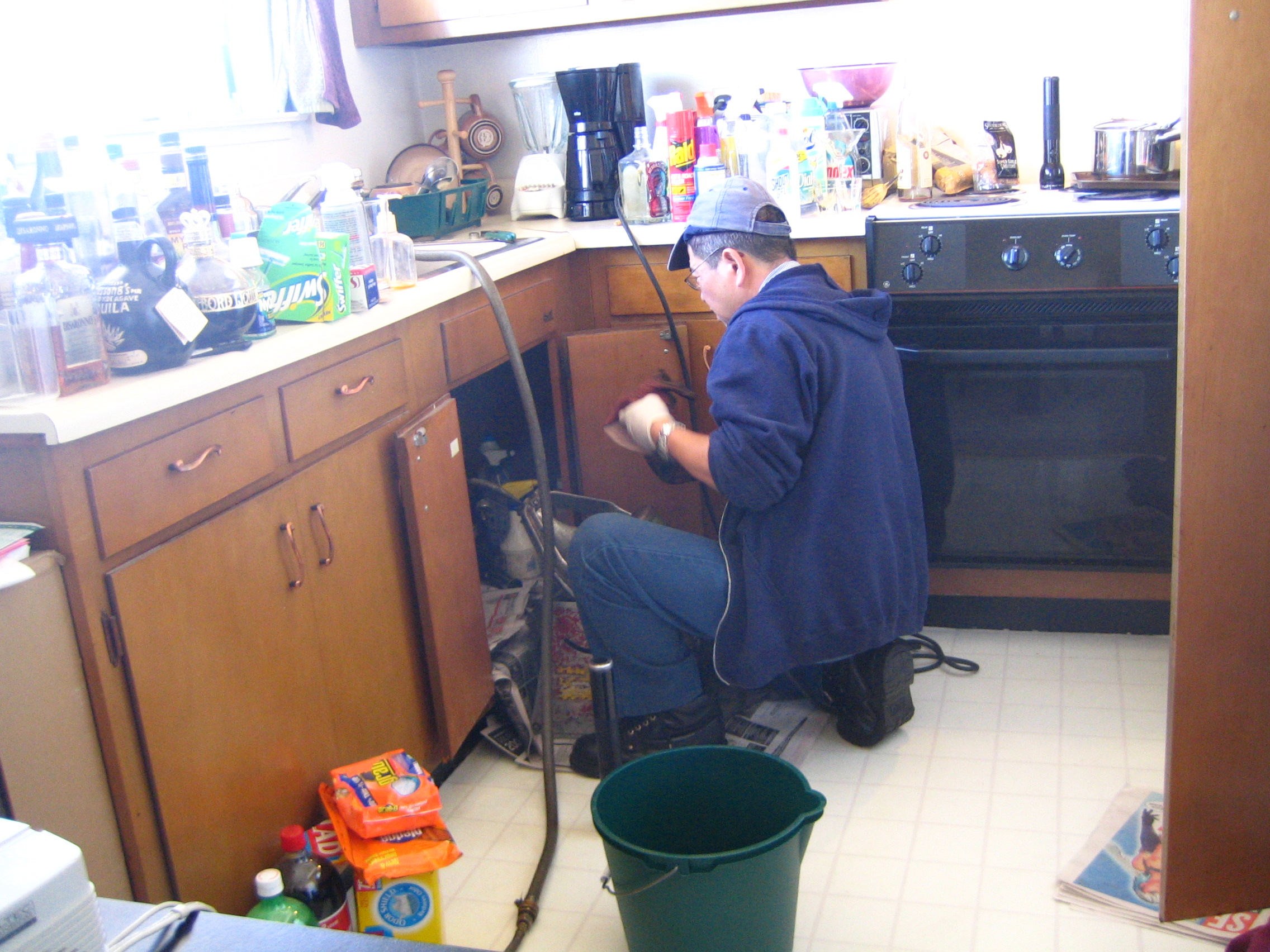
Egy vízvezeték-szerelő munka közben

A vízvezeték-szerelő olyan mesterember, aki az ivóvíz és szennyvíz továbbítására szolgáló vezetékek telepítésére, karbantartására és javítására specializálódott.

## A szakma története
A mesterség eredete az ókorig visszavezethető. Az angol „plumber” kifejezés a latinból ered, amelyben a plumbum szó az ólmot jelenti. A római házak vezetékeinek és csatornáinak elkészítésekor gyakran használtak ólmot, sokszor ezzel az anyaggal is vonták be őket, a fürdőkben pedig szintén használták az anyagot a vezetékrendszerben.
A vízvezeték készítő, vízvezeték-szerelő a fémekkel dolgozó mesterségek közé tartozott, kialakulása idején a bádogos mellékfoglalkozása volt, csak később nőtte ki magát önálló szakmává.
Magyarországon a vízvezetékek használata először Hunyadi Mátyás uralkodása idején honosodott meg, bár igen korlátozott mértékben – Vitéz János érsek Esztergomban, Mátyás király pedig a budai Várban használt ilyen vezetékeket. Mátyás rendszerét feltehetően a mai Svábhegy forrásaiból táplálták, és használták nem csak ivóvíz szállítására, de hideg és meleg fürdők táplálására is. Buda lakossága a 19. század elején ezt a (felújított) rendszert, illetve a törökök által épített vízművet használta vízszállításra, a későbbi Vízművek őse azonban csak a század második felére készült el - ekkorra tehető a vízvezeték-szerelő, mint önálló mesterség megjelenése Magyarországon.

## Feladatai
A vízvezeték-szerelő feladatai közé tartoznak többek között a csőhálózat-, berendezés-, vegyi- és kalorikusgép szerelési feladatok, a szennyvízelvezetés és -gyűjtés kialakítása közművesítetlen területeken, épületek és épületrészek víztelenítése és nyomás alá helyezése, kerti öntözőrendszerek telepítése és üzembe helyezése, vízvételi helyek és kiállások kiépítése, illetve általános gépészeti technológiai, épületgépészeti, általános csőszerelési feladatok.
A vízvezeték szerelő szakmájának alapvető feladatai közé tartozik a vízellátó rendszerek telepítése, karbantartása és javítása. A vízvezeték rendszerek összetett hálózatok, amelyek biztosítják a tiszta víz folyamatos áramlását otthonainkban, valamint elvezetik a szennyvizet. A vízvezeték szerelő tehát kulcsszereplő abban, hogy a háztartások vízellátása zavartalan legyen. Ezen kívül a vízvezeték szerelők felelősek a különböző berendezések, mint például a csaptelepek, WC-k és tusolók beszereléséért és karbantartásáért is.
A vízvezeték szerelő nemcsak a telepítési folyamatban vesz részt, hanem a rendszeres ellenőrzések során is. Rendszeresen végzik el a vízvezetékek állapotának felmérését, hogy időben észleljék a potenciális problémákat, mint például a szivárgásokat vagy a dugulásokat. Emellett képesek akár nagyobb felújítások lebonyolítására is, például régi rendszerek modernizálására vagy új vízvezetékek telepítésére. A tudásuk és tapasztalatuk elengedhetetlen a biztonságos és hatékony vízellátás fenntartásához.
A végzett munkák nemcsak a vízvezetékekre korlátozódnak, hanem az egész ház vízelvezetési rendszerére is kiterjednek. A hibás vízelvezetés komoly problémákat okozhat, mint például a penészedés vagy a kellemetlen szagok megjelenése. Ezért fontos, hogy a vízvezeték szerelők szakszerűen végezzék el a javításokat és a karbantartásokat, hiszen a tiszta és egészséges otthon kulcsa a jól működő vízellátó rendszer. Továbbá fontos és hasznos tanácsokat is kaphatunk tőlük a vízvezeték karbantartásával kapcsolatban, például hogyan kerülhetjük el a dugulásokat, vagy hogyan tisztítsuk meg a lefolyókat vagy hogyan cseréljük ki a csaptelepet.
A vízvezeték szerelő munkája során kiépíti a tűzoltóvíz hálózatot, a tűzoltási vízvételi helyeket, ellenőrzi a hálózatot és a kiépített oltórendszereket, azok elemeit; összeszereli, üzembe helyezi és kipróbálja, valamint karbantartja az automata tűzvédelmi berendezéseket és nyomásfokozó berendezéseket; cirkulációs hálózatokat épít ki, helyez üzembe, ellenőriz és tart karban, vízszerelvényeket ellenőriz, javít, cserél, karbantart, ellenőrzi a lefolyó és szennyvízelvezető szerelvényeket, felméri az állapotukat, egyedi és központi melegvíz-termelő készülékeket szerel fel és köt be a csatornahálózatba.
Szükség esetén a vízvezeték-szerelő a vízvezetékekben keletkező dugulást elhárítja, a lefolyóvezetékeket gépi úton tisztítja, a lefolyótisztító gépeket és eszközöket tisztítja, karbantartja. A duguláselhárítási munkák helyszínét szükség esetén takarítja, fertőtleníti, a munkakörnyezetet előkészíti, a sérült falfelületeket helyreállítja.

## Eszközei
A vízvezeték-szerelő munkája során az alapvető eszközkészleten túl, amelyet minden gépészettel, épületgépészettel foglalkozó mesterember használ, speciális szerszámokat is alkalmaz bizonyos feladatok elvégzésekor.

### Csőgörény
Nem sokban különbözik a kézi csatornatisztító eszközöktől, lényegében egy hosszú, általában legalább 5-10 méteres, gépi erővel meghajtott spirál. A legnagyobb különbség abban rejlik, hogy a csőgörényt a vízvezeték-szerelő számos különféle specializált fejjel, adapterrel szerelheti fel - például kamerás, aprító vagy tisztító fejekkel -, amelyek egy-egy adott feladat elvégzésére használatosak. Ez és a gépi meghajtás jóval hatékonyabb eszközökké teszi őket a duguláselhárításban, mint a kézi csatornatisztító eszközöket.

### Kézi csatornatisztító eszközök
Olyan eszközök, amelyek rendeltetése a csatornák, csövek, vezetékek megtisztítása a lerakódásoktól és szennyeződésektől, amelyek eldugíthatják azokat és megakadályozhatják a vízáramlást. Számos alfajtájuk létezik, köztük meghajtás nélküli és elektromos meghajtású, illetve dízel- vagy más típusú meghajtással ellátott eszközök is. Legegyszerűbb típusuk a mechanikus erővel meghajtható spirál.

### Csőtörés bemérésére használt eszközök
A vízvezeték-szerelő a csőtörések pontos helyének megállapítására számos modern műszert alkalmazhat. Az elektrosztatikus hibahely kereső digitális szűrőtechnikát alkalmaz, behatárolja a csőből kilépő víz által keltett hanghullámokat, azaz kiszűri a csőtörés által keltett zajokat. A szakember végezhet korrelációs vizsgálatot is, amely arra szolgál, hogy a segítségével megállapítsák a két pont közötti hiba helyét. A jelzőgázos vizsgálat arra szolgál, hogy a szerelő a segítségével kis vízveszteség esetén is megállapíthassa a fűtés és vízrendszerekben keletkezett csőtörés pontos helyzetét. Ezt a módszert általában akkor használják, ha magát a csövet is keresni kell, például a falban vagy a földben futó vezetékek esetén, nyomvonalkereséskor.
A hőkamera a tárgyak által kibocsátott elektromágneses sugarakat érzékeli, detektora az emberi szem számára nem látható tartományban a hőenergia hullámhosszát vizsgálja. A hőmérsékleti képpontokat az emberi szem számára látható színes pontokként jeleníti meg kijelzőjén, így jön létre a hőkép. A hőkamera legtöbbször képes meghatározni a csőtörés pontos helyét, azonban vannak olyan tömör anyagok, amelyeken nem képes áthatolni érzékelője. Ilyenek a téglafalak vagy a belterekben található bútorok, amelyeken az infravörös sugárzást érzékelő kamera nem „lát keresztül”. Az eszközt használják a csőtöréseken kívül nyomvonal-meghatározáshoz, épületek állapotának felméréséhez, hőhidak keresésekor is.
A technológia számos más eszközzel gazdagította a szakemberek eszköztárát, amelynek hála ma már elvégezhetőek számítógépes korrelátoros csőtörés-vizsgálatok, nagy felbontású thermoképes rendszerdiagnosztikák, akusztikus szivárgásvizsgálatok, digitális nedvességmérések, csőkamerás vizsgálatok is. Mindezen vizsgálati módszerek nagy előnye, hogy nem igényelnek falbontást, a probléma pontosan lokalizálható a segítségükkel anélkül, hogy a vízvezeték-szerelőnek károkat kellene okoznia a nem érintett területeken.

## Ólomcsövek
Az ólomcsöveket már többnyire kicserélték, de még akadhat, olyan lakás ahol maradtak ólomcsövek. Az ólomcső festés nélkül ezüstszürke és nagyon puha. Az ólmot késsel könnyen be lehet nyomni. Könnyen hajlíthatóak, ezért is nincsenek egyenesen fektetve, hanem ívekbe. A réz és acélcsövek mindig egyenesen vannak fektetve. Az ólom az acéllal ellentétben nem mágneses. A ólom leginkább a fejlődő magzatra és a gyerekekre lehet veszélyes. Nagyon nagy mennyiségű ólom görcshöz, kómához, majd halálhoz vezethet.